# Sinoadapis
Sinoadapis (від Sinae, «китайський» + Adapis) — рід адапіформних приматів, що жив в Азії в пізньому міоцені.